# Yoshiaki Maruyama
Yoshiaki Maruyama (født 12. oktober 1974) er en tidligere japansk fodboldspiller.
Han har spillet for flere forskellige klubber i sin karriere, herunder Yokohama F. Marinos og Albirex Niigata.